# Reino de Serbia
El Reino de Serbia fue un Estado balcánico creado a partir del Principado de Serbia el 23 de marzo de 1882 y que comprendía el área de los actuales estados de Serbia y Macedonia del Norte. 
Habiendo luchado contra el Imperio otomano para lograr su independencia, también tuvo que luchar contra el Reino de Bulgaria. El pequeño reino fue finalmente ocupado por las Potencias Centrales durante la Primera Guerra Mundial y, al finalizar esta, se unió al Reino de Montenegro y al Estado de los Eslovenos, Croatas y Serbios para formar el nuevo reino de los Serbios, Croatas y Eslovenos el 1 de diciembre de 1918. 
El enfrentamiento entre Rusia y Austria-Hungría en los Balcanes marcó notablemente el desarrollo del país y su política, tanto interior como exterior. Los políticos solían dividirse en partidarios de una u otra potencia. La política serbia se puede dividir en dos periodos bien distintos: el primer periodo austrófilo, caracterizado por la dependencia económica y política del Imperio austrohúngaro y regido por la dinastía Obrenović, que duró hasta 1903, y el segundo, de mayor cercanía a Rusia, creciente enfrentamiento con Viena y la imposición de una nueva dinastía, la Karađorđević, que desarrolló considerablemente el país pero también lo endeudó y, por su respaldo al nacionalismo irredentista, lo condujo a la Primera Guerra Mundial. Vencedor en esta pero a un alto precio, el país se unió al Reino de Montenegro y a los territorios de mayoría eslava del sur del Imperio austrohúngaro disuelto para formar el nuevo Reino de los Serbios, Croatas y Eslovenos a finales de 1918, desapareciendo como nación independiente.
A pesar del desarrollo del país, que se aceleró tras el sangriento cambio de dinastía en 1903, la población mantenía en su mayoría el arraigo a zonas rurales, y el aumento de los gastos burocráticos y militares aumentó considerablemente la deuda nacional. La política, corrupta, estaba controlada por una reducida élite y el derecho al voto estaba muy restringido.

## Economía y sociedad

### Estructura social y económica
Con la derrota de los Estados serbios en el siglo XIV y su inclusión en el Imperio otomano la antigua nobleza se extinguió o emigró. Los pueblos, sin embargo, sobrevivieron como unidades administrativas, responsables de la recaudación de impuestos para el Gobierno del sultán. El territorio se convirtió en una zona de campesinos, que fueron los que llevaron a cabo la primera revuelta contra la dominación de Estambul a comienzos del siglo XIX que más tarde condujo a la independencia.
| Población urbana (%, 1874-1910)                                                         |
|                                                                                         |
| Según Lampe, p. 72. Se considera como ciudad la localidad de más de dos mil habitantes. |

| Evolución de la población (en miles, 1874-1910) |
|                                                 |
| Según Lampe, p. 72.                             |

| Agricultores por tamaño de las propiedades agrícolas (1905)                           |
|                                                                                       |
| Según Palairet , p. 725. 1 < 2 hectáreas 2 2-5 3 5-10 4 10-20 5 20-50 6 50-100 7 >100 |

| Balanza comercial 1886-1911 (en millones de dinares) |
|                                                      |
| Según Lampe, p. 63.                                  |

Las poblaciones eran pequeñas y los habitantes urbanos escasos. Belgrado, la capital, apenas contaba con noventa mil habitantes, mientras que la siguiente localidad por población, Niš contaba con veinticinco mil habitantes. La población creció rápidamente a finales de siglo, un 71,3 % en 32 años: en 1878 el país contaba con 1,7 millones de habitantes mientras que en 1910 había alcanzado los 2,9.
Los pueblos fueron talando los bosques y ampliando el terreno cultivado, pero no aparecieron latifundios notables en el siglo XIX, a diferencia de lo que aconteció en otras regiones. Por otra parte, no se llevó a cabo una concentración de capitales, quedando el país formado por pequeños propietarios agrícolas (un 73 % de las propiedades no alcanzaba las 5 hectáreas de extensión), buenos soldados que veían un interés propio en defender sus tierras durante las guerras del Estado. El rápido aumento de la población y la ausencia de emigración notable llevó a la creciente sobrepoblación agrícola y a la subdivisión de las fincas. A finales del siglo XIX, el 60 % de las familias campesinas no contaban con suficiente tierra para su mantenimiento. En 1905, el 94 % de las tierras en manos privadas estaban repartidas entre propietarios que poseían menos de cincuenta hectáreas. El crecimiento de la población llevó también al cambio de la producción agrícola: aumentó el terreno destinado al cultivo de cereal y se redujo la cabaña ganadera, especialmente la porcina. Durante todo el periodo, el país fue abrumadoramente agrario: en el momento de la independencia alrededor del 90 % de la población era campesina —y el 80 %, analfabeta—, en 1914 el 84 % de la población se dedicaba a las tareas del campo, mientras que el 7 % estaba empleada en la industria el 5 % en las profesiones liberales y el funcionariado y el 4 % en el comercio. A principios del siglo XX, apenas había cuatro mil personas dedicadas a la industria. Casi la mitad de estas, así como un tercio de la población de la capital, era inmigrante (bien de origen serbio austrohúngaro o austriaco, checo o judío).

### Evolución

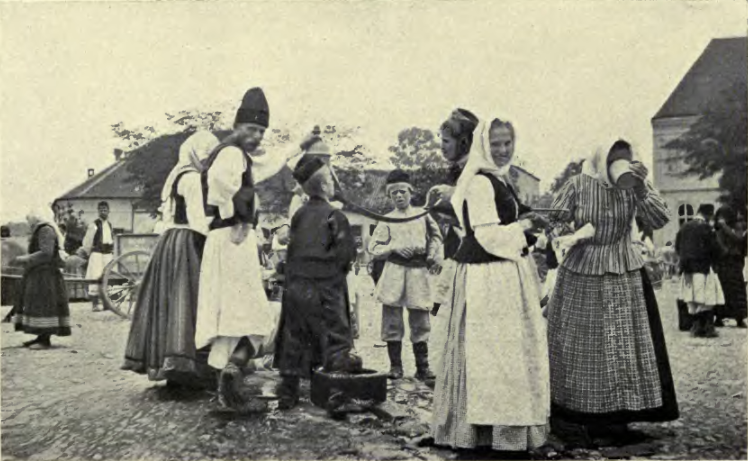
Campesinos serbios en una aldea. La gran mayoría de la población serbia era rural y vivía en localidades de escasa población.

A diferencia de otras naciones balcánicas, dependientes principalmente de la agricultura, Serbia lo era de la ganadería, situación heredada de la época otomana, cuando era la principal ocupación en los Balcanes. Esto hacía que los ingresos que obtenía de las exportaciones fluctuasen menos que las de aquellos países y que dependiese en menor medida de la abundancia de las cosechas. La ganadería, sin embargo, fue perdiendo peso en las exportaciones: en 1862 suponía el 80 % del valor de estas, mientras que en 1911 apenas alcanzaba el 25 % del valor de las exportaciones agrarias.
El acuerdo comercial del 24 de abril de 1881 acentuó la dependencia económica serbia del Imperio austrohúngaro. Entre 1884 y 1892 el 87 % de las exportaciones y el 66 % de las importaciones serbias provinieron del comercio con este. El objetivo del Consejo de Ministros que firmó el acuerdo fue garantizar el acceso de los productos serbios al mercado austrohúngaro con aranceles bajos. Los austrohúngaros, en efecto, aplicaron un tipo rebajado a los productos serbios a cambio de un trato de nación más favorecida. El acuerdo comercial con el imperio permitió que la balanza comercial serbia fuese favorable a partir de 1887. Austria-Hungría intentó orientar la economía serbia hacia la producción agraria y de materias primas, evitando el crecimiento de la industria ligera. A cambio, los principales productos agrarios serbios (cerdos, bueyes, ciruelas pasas, mermelada de ciruela y pellejos) recibieron un trato de favor fiscal en el Imperio. El grano, también una exportación relevante para Serbia, recibió unos aranceles favorables. Se firmó también un acuerdo veterinario que en la práctica permitía al Imperio paralizar la importación de ganado porcino por riesgo de epidemia, derecho que los austrohúngaros utilizaron como medida de presión política. El pacto limitaba además los productos que el Gobierno serbio podía someter a monopolio estatal y los impuestos sobre los productos importados.
En 1886 los serbios fueron los primeros en infringir el acuerdo de manera notable pero, por motivos políticos, los austrohúngaros no reaccionaron.
El 28 de junio de 1892 austrohúngaros y serbios firmaron un nuevo tratado comercial, similar al de 1881.
El nuevo Gabinete Radical trató en vano de librarse del control económico austrohúngaro. Entre 1901 y 1906, Austria-Hungría suministró el 53,35 % de las importaciones serbias y adquirió el 83,66 % de sus exportaciones. La dependencia comercial se convertía en dependencia política, para disgusto de los serbios; los austrohúngaros la utilizaban para presionar políticamente a Belgrado, cerrando la frontera al ganado serbio cuando les convenía.
Ya en 1902, sin embargo, los serbios trataron de reducir su dependencia comercial de Austria-Hungría, firmando un tratado comercial con el Imperio otomano y aplicando medidas que favorecían las exportaciones a mayores distancias. El cambio de régimen en 1903 aceleró esta tendencia. El primer Gobierno de Pedro I propuso un plan de reorganización total del comercio serbio, en busca de nuevos mercados.
La «guerra del Cerdo» supuso un cambio notable en la economía serbia: se diversificaron por necesidad los destinatarios de las exportaciones, que anteriormente el Imperio austrohúngaro controlaba casi totalmente. Creció además notablemente la industria local para cubrir la demanda de productos que anteriormente suministraba la industria austrohúngara y para facilitar la exportación a largas distancias de los productos del campo. Tres cuartos de la carne exportada se vendía ya procesada, cambio que se aplicó para evitar las medidas fronterizas austrohúngaras. Aumentó el comercio con los países vecinos, antes insignificante, y con otras potencias europeas, con las que firmó tratados comerciales. Las crisis económicas derivadas del enfrentamiento con el Imperio austrohúngaro («guerra del Cerdo» y más tarde la crisis bosnia de 1908) recayeron, no obstante, en el campesinado, que vio temporalmente reducidas las posibilidades de vender sus productos en el extranjero y hubo de aceptar la reducción de sus ingresos para abaratar los productos, para exportar a mayores distancias. La total falta de crédito agrícola dificultó aún más la situación de los campesinos.
La industrialización del país llevó a la formación de una cierta clase obrera y de la mayor diferenciación del campo y la ciudad. En el campo el crecimiento del número de campesinos sin tierra por un lado, y de los campesinos acomodados por otra, hizo crecer la tensión social. El proceso, sin embargo, fue lento y en 1910 el país contaba únicamente con dieciséis mil obreros, repartidos en cuatrocientas setenta pequeñas fábricas. Estas eran principalmente molinos harineros, fábricas de cerveza y aserraderos. En 1900, la mayor fábrica del país era aún la de armas de Kragujevac, que empleaba apenas dos mil obreros. La producción industrial no alcanzaba el 10 % del PIB. El ritmo de desarrollo no fue suficiente para alcanzar a los países más industrializados del continente, que tampoco permitieron que el país impusiese altos aranceles para proteger a la industria nacional.
El proceso de industrialización también se vio complicado por la economía, abrumadoramente agraria, como la de los países vecinos, y el carácter extremadamente primitivo de la agricultura. Desde la década de 1880, con la llegada del grano estadounidense y australiano, el grano serbio, como el de las demás naciones de la región, dejó de ser competitivo, lo que causó una crisis entre la población campesina, que crecía en número. De los 1,7 millones de habitantes en 1878, el país había pasado a los 2,9 en 1910. La falta de mejora en los métodos de producción llevó al aumento del terreno cultivado y la desaparición de los grandes bosques serbios. Hacia 1914 la situación era crítica, habiéndose agotado la tierra que se podía repartir. La falta de crédito agrícola hacía también imposible la mejora de la producción de los pequeños campesinos, que trabajaban parcelas cada vez menores.
Los transportes se desarrollaron lentamente en Serbia: mientras que los territorios eslavos en el Imperio austrohúngaro contaban con ferrocarriles desde 1846, la primera línea férrea serbia no se construyó hasta 1878. Cuando el país vio reconocida la independencia, era la única nación europea, junto a Montenegro, que carecía de servicio de ferrocarril. Tras acuerdos con Viena y Constantinopla, en 1888 se terminó el «Expreso de Oriente», más tarde nacionalizado. La primera sección de la línea, entre la capital y Niš, se completó en 1884 y el resto, hasta la frontera, en 1888; pese a que para entonces los trenes serbios contaban con doscientos setenta mil pasajeros, la construcción supuso un enorme esfuerzo financiero para el país, que empleaba un tercio de su presupuesto en el pago de deuda, debida en gran parte a sufragar la obras de las líneas férreas. En 1912 el Gobierno había construido otros 400 km de ferrocarril, la mayor parte de vía estrecha. En 1913 se creó una compañía estatal de transporte fluvial para el Danubio, aunque la mayoría de este siguió controlado por empresas extranjeras.
Durante todo el periodo creció también enormemente el gasto gubernamental, lo que llevó al creciente endeudamiento nacional y al aumento de los impuestos sobre el campesinado que lo sufragaba. Esto produjo un creciente antagonismo entre la ciudad, residencia del Ejército y la burocracia, vistos como un caro lujo por el campesinado, y el campo.

## Historia

Serbia tras el Congreso de Berlín de 1878.

Tras 1878, momento en el que Serbia logró la independencia oficial en el Congreso de Berlín, la política del nuevo reino se dividió en dos corrientes principales: la de los austrófilos y la de los rusófilos. Ambas tenían influencias de la política europea del momento y se distinguían principalmente por su orientación en política exterior.
Los primeros admiraban la cultura europea occidental y sostenían que el desarrollo de Serbia requería un acercamiento al Imperio austrohúngaro, que detendría el avance ruso en los Balcanes. Se agruparon en torno al Partido Progresista y su principal representante fue el rey Milan I de Serbia. Esta corriente favorable a Austria predominó en la política serbia hasta la abdicación de Milán en 1889.
Los rusófilos se concentraban en el Partido Radical y el Partido Liberal. Originalmente muy influidos por anarquistas y socialistas rusos y teóricamente representantes de los intereses de los campesinos, los primeros se fueron convirtiendo simplemente en un partido nacionalista y monárquico. Defensores del gobierno constitucional, no dudaron en aliarse con los elementos reaccionarios en ocasiones. Compartían con los Liberales la preferencia por Rusia como referente exterior y una ideología paneslava. Sus ideales de expansión requerían la ayuda de la gran potencia eslava, el Imperio ruso.

### Periodo austrófilo

#### El reinado de Milan

##### Política exterior

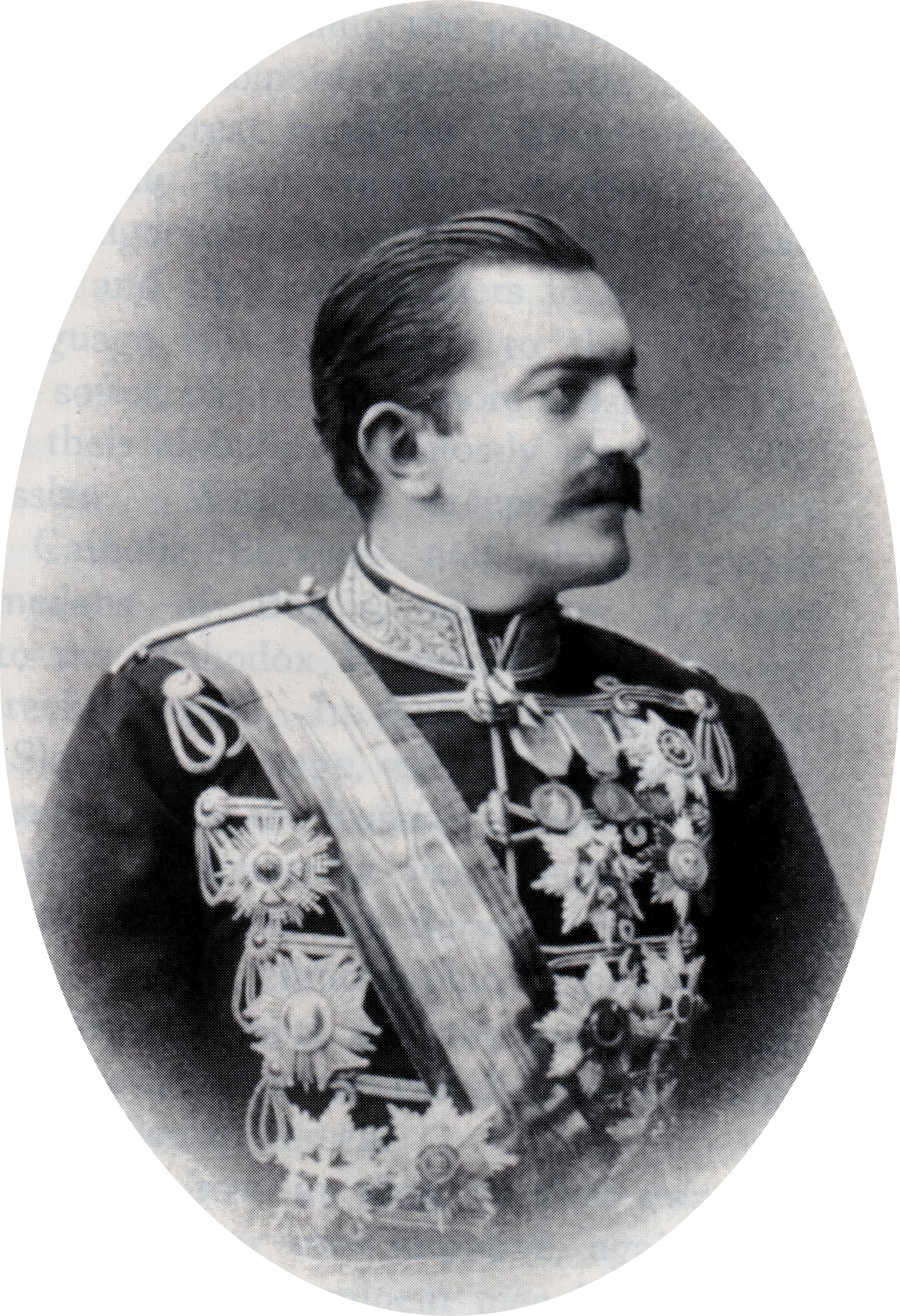
El rey Milan I de Serbia, anterior príncipe. Alineó a su país con el vecino Imperio austrohúngaro y debilitó a la dinastía Obrenović por sus disputas matrimoniales.

El periodo comenzó con la desilusión nacional por los resultados del conflicto de 1875-1878, que había terminado con la ocupación austrohúngara de Bosnia y Herzegovina y la pérdida del respaldo ruso, que había defendido las ambiciones búlgaras. El primer ministro Liberal, Ristić, hubo de solicitar la ayuda del Imperio austrohúngaro, que exigió duras condiciones, entre ellas la unión aduanera: Ristić las aceptó a pesar de no estar dispuesto a cumplirlas. Cuando, tras el Congreso de Berlín, esto quedó claro y Ristić comenzó a mostrar abiertamente su oposición a las exigencias austrohúngaras, fue relevado por Milan, que necesitaba el apoyo de Viena. Tras su destitución en octubre de 1880, el nuevo gabinete Progresista firmó un acuerdo comercial el 24 de abril de 1881 con los austrohúngaros.
Tras el acuerdo comercial de 1881 con el Imperio austrohúngaro los dos países suscribieron una convención secreta que convirtió al país prácticamente en un protectorado austrohúngaro (28 de junio de 1881). El pacto tenía una duración de diez años y se renovó en 1889 antes de la abdicación del rey Milan, aunque en 1899 caducó. Milan lo rubricó convencido de que el futuro de su país estaba unido al del Imperio austrohúngaro. Tomada Bosnia por los austrohúngaros y con Rusia apoyando a Bulgaria, Serbia necesitaba el respaldo de una gran potencia para expandirse hacia Macedonia. Una de las cláusulas obligaba a Serbia a limitar la propaganda nacionalista en Bosnia-Herzegovina, recientemente ocupada por el Imperio, con consentimiento ruso. A cambio los austrohúngaros se comprometían a ayudar a Milan contra las actividades de sus rivales los Karađorđević. El Imperio también prometía ayudar a Milan a coronarse rey y a no oponerse a una expansión hacia el sur de Serbia. En contrapartida Serbia debía someter sus tratados con otras naciones al consentimiento austrohúngaro. La alianza austro-serbia era la única alternativa para el país, que necesitaba el apoyo de una gran potencia en sus relaciones internacionales.
El acuerdo fue gestionado casi en solitario por el rey y el Consejo de Ministros, al conocerlo, amenazó con dimitir en protesta. Oficialmente se enmendaron los artículos sobre la política exterior serbia, pero el soberano se comprometió en secreto a mantenerlos. El 6 de marzo de 1882, el Estado se convirtió en reino.
En 1882 la quiebra de una compañía francesa con la que el Estado había firmado un gran contrato con el beneplácito austrohúngaro produjo un gran escándalo. Serbia comenzó perdiendo el equivalente a sus ingresos anuales y la investigación sobre el contrato destapó la amplia corrupción nacional, que afectó al propio monarca. A pesar de la ayuda austrohúngara, el desprestigio para el monarca y sus ministros fue enorme.
A partir de 1883, con el exilio de numerosos opositores al rey en Bulgaria, la tensión con esta creció. En 1885, convencido de la debilidad militar búlgara, ocupada en la frontera otomana tras la unión del Principado de Bulgaria con Rumelia Oriental, Milan atacó al principado vecino, pero fue completamente derrotado. Tanto los políticos como la población rechazaron la guerra desatada por el rey. Solo la intervención austrohúngara logró evitar pérdidas al país. Las fronteras del reino no cambiaron entre 1886 y 1912, como la mayoría de los territorios vecinos. Durante ese mismo periodo, Serbia, de nuevo como el resto de territorios balcánicos, se mantuvo en paz (la única guerra en la zona fue la greco-turca de 1897).

##### Política interna
En Serbia, al igual que en la vecina Rumanía, el monarca tenía un gran poder político: nombraba a los ministros. Estos a su vez podían influir en los resultados de las elecciones que convocaban. Milan, sin embargo, no tenía el control del poder político. Débil, holgazán, corrupto e insignificante, tenía facilidad para crearse enemigos. No contaba con las cualidades necesarias para reunir en torno a sí a las distintas fracciones políticas ni para convertirse en caudillo del país, por entonces débil y atrasado.

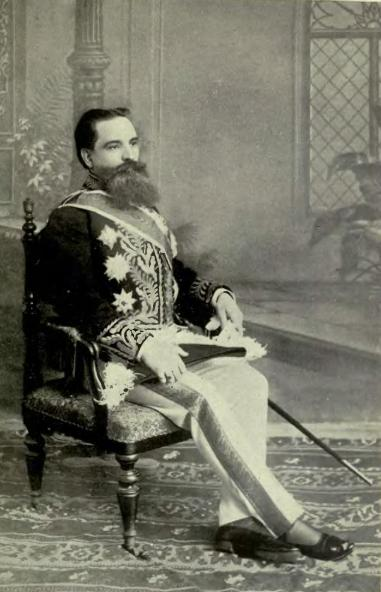
Cedomilje Mijatović, destacado dirigente político de los Progresistas, uno de los dos partidos más cercanos a los Obrenović, que fueron perdiendo respaldos paulatinamente frente a sus rivales Radicales a finales del siglo y comienzos del.

Durante su reinado, además del Partido Liberal, en el gobierno al comienzo del periodo, surgieron otras dos agrupaciones políticas destacables: el Partido Progresista y el Partido Radical. Los Progresistas provenían del ala izquierda del partido conservador. Partidarios de seguir el modelo de la Europa occidental, consideraban a Rusia atrasada y primitiva. Formado en general por personas de cultura y cosmopolitas, defendían el habitual ideario liberal del siglo XIX: derechos civiles incluyendo la libertad de prensa y asociación, justicia independiente y Gobiernos locales. Su objetivo era el de las clases medias de Europa occidental.
Los Radicales tenían un origen popular, de raíces marxistas, populistas y anarquistas. Al comienzo se hallaban ideológicamente muy a la izquierda de los Progresistas. Defendían el sufragio universal masculino, un gobierno basado en el Parlamento, impuestos graduales y directos, derechos civiles y Gobiernos locales autónomos. Se oponían en especial al control policial de las elecciones, que evitaba su victoria. Aunque inicialmente no se dirigía al campesinado, posteriormente sí que intentó ganarse su favor. Era el partido mejor organizado del país, con comités en cada distrito y otro central en la capital.
Desde 1880, tras doce años de Gabinetes liberales, la crisis por las negociaciones comerciales con Austria-Hungría dio paso a un nuevo Consejo de Ministros Progresista. Estos controlaron la política serbia durante los siguientes siete años y firmaron el acuerdo con el Imperio austrohúngaro en abril de 1881. El acuerdo fue favorable a la agricultura serbia a cambio de permitir la entrada preferente de productos industriales austrohúngaros, que no podían suponer competencia a los serbios ya que estos no existían. Austria-Hungría pasó a controlar el 77 % de las importaciones serbias y el 82 % de sus exportaciones.
Los Gobiernos Progresistas, aunque no democráticos, comenzaron a aprobar medidas modernizadoras, como las leyes de libertad de prensa, independencia del poder judicial, obligatoriedad de la enseñanza primaria... En 1883 se estableció el servicio militar obligatorio y se fundó el banco nacional (1884). Se creó también la divisa nacional, el dinar serbio, cuyo valor se fijó en igualdad al franco francés. Los antiguos funcionarios, favorables a los Liberales, dieron paso a los partidarios de los Progresistas. Estos defendían los intereses de la clase media, desatendiendo los de la mayoría campesina del país. En general su periodo de gobierno destacó por los continuos escándalos internos y los desastres en política internacional.
En 1883 los Progresistas perdieron las elecciones ante los Radicales, pero Milan se negó a encargarles formar Gobierno y llamó a los Conservadores, que tuvieron que suprimir en noviembre la revuelta de Timok en la que los Radicales participaron y que llevó al exilio de algunos de sus dirigentes. La revuelta se había desatado por la orden gubernamental de desarmar a la población, medida que se tomó tras la disolución de la nueva Cámara elegida en los comicios de 1883. En 1884 los Progresistas regresaron al gobierno. Los radicales quedaron temporalmente desbaratados por el aplastamiento de la rebelión.
A partir de la década de 1880, los conflictos personales de la familia real afectaron continuamente en la política nacional. En 1887 la reina y el heredero al trono abandonaron el país. Milan, identificado con la impopular política proaustrohúngara, vio menoscabada aún más su imagen por sus malas relaciones con la reina, rusófila y víctima de las infidelidades del monarca. El desprestigio real favoreció a los posibles pretendientes al trono: el montenegrino príncipe Nicolás y Pedro Karadorđevic.
En 1888, incapaz de lograr una victoria electoral para sus protegidos los Progresistas, Milan convocó una asamblea constituyente que en 1889 promulgó una nueva Constitución más democrática. A continuación, en marzo de 1889, Milan abdicó y abandonó el país.

#### El reinado de Alejandro

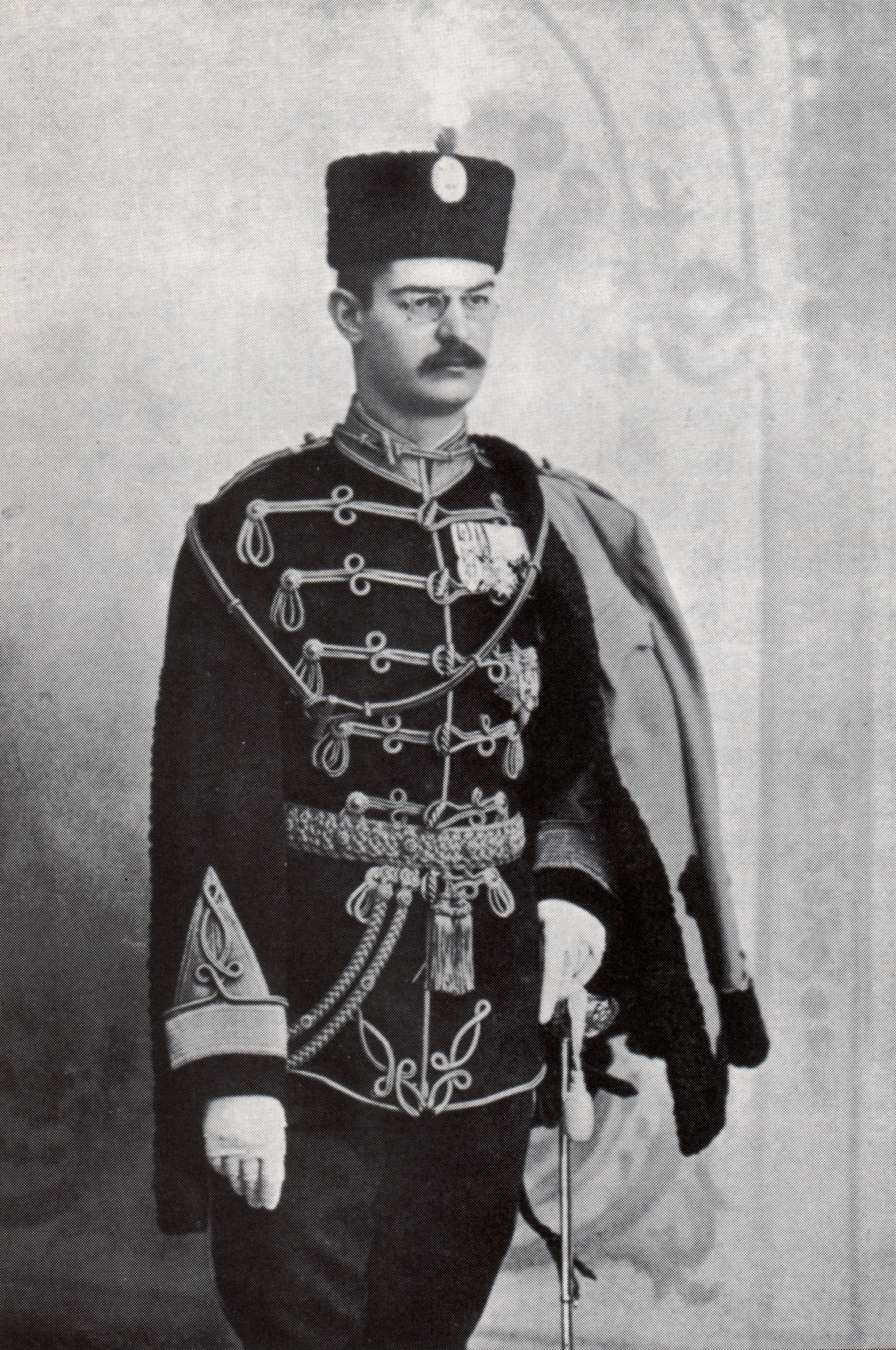
Alejandro I de Serbia, último monarca de la dinastía Obrenović. Su reinado se caracterizó por los reveses en política internacional y sus escándalos personales. Murió asesinado en un golpe de Estado en 1903.

##### Política exterior
Tras su matrimonio en 1900, Alejandro trató de acercarse al Imperio ruso, que no le concedió, sin embargo, un apoyo incondicional. El alejamiento de Austria-Hungría, consecuencia de sus intentos de congraciarse con Rusia, dio lugar a constantes roces. Los rusos insistían en que el rey, reacio a ello, entregase el gobierno a los Radicales, que les eran favorables.
El principal problema del momento era el futuro de Macedonia, que impidió el establecimiento de relaciones cordiales con Bulgaria y Montenegro, rivales en el reparto futuro de la región. El Imperio austrohúngaro permaneció completamente opuesta a la expansión serbia en Macedonia y los rumores sobre avances serbios en la región o de una posible anexión del Sandžak por Austria-Hungría deterioró aún más las relaciones en 1901-1902. El Imperio utilizó repetidamente su control sobre las exportaciones serbias para presionar a Alejandro, que no logró, a pesar de sus intentos en 1902, mejorar las relaciones entre las dos naciones. Rusia, favorable al acercamiento de Bulgaria y Serbia, no logró este objetivo por la hostilidad mutua debido a Macedonia.
Las relaciones con el Imperio otomano fluctuaron, empeorando por los ataques albaneses a la población serbia en Macedonia y por las ansias territoriales serbias en la región.

##### Política interior
Tras la abdicación de Milán, que se consideró una victoria de los Radicales, estos formaron Gobierno, aunque no con un programa campesino, de quienes obtenían su apoyo, sino de clase media. Nuevamente hubo un cambio en el funcionariado, que se llenó de simpatizantes del nuevo partido gubernamental. Los Radicales llevaron a cabo una gran labor legislativa, en parte necesaria para desarrollar la nueva Constitución de 1888 y en parte con el fin de poner en marcha ciertas reformas económicas y sociales —nacionalización de los ferrocarriles y de ciertos monopolios en manos extranjeras, creación de una lotería nacional, fomento de la industria, establecimiento de escuelas de oficios, etc—. Su gobierno fue fundamentalmente reformista, y continuó los cambios que habían comenzado los gabinetes anteriores. Las disputas entre Milan y Natalia, que afectaban a la política nacional, continuaron.
En junio de 1892, los Radicales dieron paso a un nuevo Gobierno Liberal, que se sirvió del Ejército y la Policía para lograr una mayoría en las elecciones. En abril de 1893, sin embargo, Alejandro dio un golpe de Estado real instigado por su padre y apoyado por el Ejército, y se deshizo de la regencia. Las elecciones que siguieron devolvieron el gobierno a los Radicales, que obtuvieron una victoria abrumadora —en torno al 88 % de los votos—. En 1894 el monarca abolió la Constitución liberal de 1888 y restauró la de 1869. En toda la década fue capaz de controlar la política nacional enfrentando a los partidos y a sus fracciones —hubo siete gabinetes entre 1893 y 1897—, pero su vida privada minó su popularidad. Alejandro seguía sin confiar en los Radicales, empeñados en proclamar la necesidad de reformas constitucionales que limitasen el poder real. Milan, de regreso en el país en 1895, Fue nombrado general en jefe del Ejército y llevó a cabo importantes reformas militares, a pesar de su continua impopularidad, que llevó a la represión de la prensa y del derecho a asociación para acallar las críticas.
Los partidos Progresista y Liberal fueron perdiendo apoyos mientras crecían los del Radical, en general opuesto al monarca. El primero se disolvió en 1898. Los intentos de reconciliación entre ambos entre 1900 y 1902 terminaron fracasando: los Radicales exigieron el control del gobierno, a lo que el rey replicó restaurando el gobierno personal. El último año de su reinado, Alejandro gobernó mediante favoritos; el rechazo al monarca se extendió y se creó un clima de inestabilidad que debilitó al país.
La política nacional quedó además marcada por la vida personal del rey y la de sus progenitores, que se convirtió en la comidilla de Europa. La relación y posterior matrimonio de Alejandro con la viuda Draga Mašin (23 de julio de 1900) fueron impopulares y los propios padres de Alejandro la desaprobaron. Desde la boda el 1900 el resto del reinado estuvo centrado en los escándalos de la familia real. Rechazada la pareja real por las cortes europeas y fracasados los intentos del rey por favorecer la simpatía popular por la reina, el escándalo por el falso embarazo de la reina, mayor que el monarca, viuda de dudosa reputación y con fama de estéril, produjo una humillación mayúscula para Alejandro. Se extendió la sospecha de que el embarazo había sido fingido por la reina para adoptar luego al hijo de su hermana, por entonces embarazada. El descrédito de la pareja real aumentó y reforzó a la oposición. En 1901 los Radicales obtuvieron una amplia victoria mientras la propaganda favorable a la dinastía rival se extendió por el país.
Las protestas de marzo de 1903, aplastadas por el régimen real, aceleraron una conspiración contra el soberano que había surgido entre ciertos oficiales y políticos en 1901. Las elecciones de junio, de las que se desentendieron los Radicales y que estuvieron marcadas por la intimidación policial, dieron la victoria a los partidarios del monarca, pero resultaron una victoria pírrica. Aunque carecían de un proyecto político claro más allá de la eliminación del rey, los conspiradores llevaron a cabo un golpe de Estado el 29 de mayojul./ 11 de junio de 1903greg. que acabó con los soberanos y varios miembros del Gobierno y de la familia real. Inmediatamente, y ante la imposibilidad de proclamar una república, fue instalado en el trono el aspirante de la dinastía rival, la de los Karađorđević, que gozaba del respaldo de Rusia, y se volvió al régimen constitucional que Alejandro había abolido.

### Periodo rusófilo

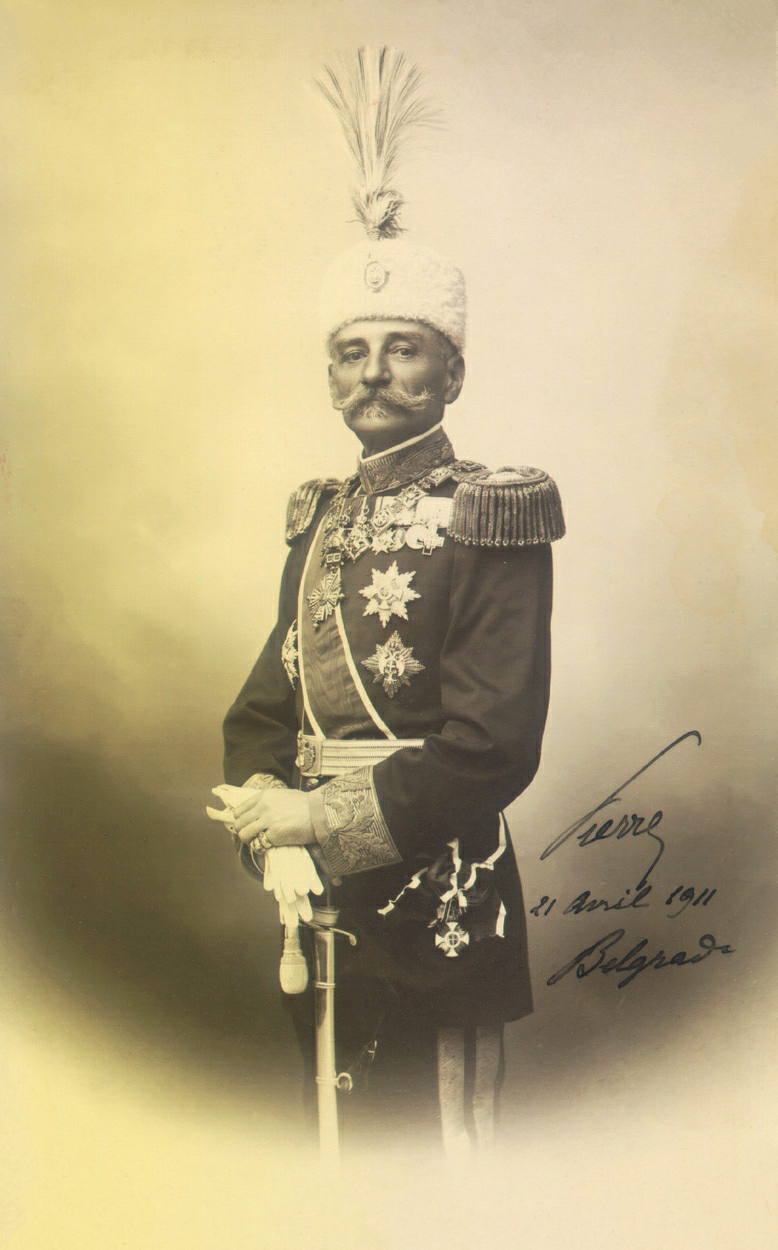
Pedro I de Serbia, monarca de la dinastía Karađorđević, llegó al trono tras el golpe de Estado de 1903 y estableció un gobierno constitucional y parlamentario.

Pedro I de Serbia regresó al país, después de cuarenta y cinco años de exilio, por su popularidad y la falta de alternativas para cubrir el puesto: el Imperio austrohúngaro y el Imperio ruso se oponían a la república y la elección de otro candidato extranjero hubiese sido menos popular y más complicada por el equilibrio de las potencias. Su reinado, caracterizado en general por los Gobiernos constitucionales y parlamentarios y la extensión de las libertades, no supuso, sin embargo, una revolución, quedando el gobierno y la estructura social inalterada más allá de los cambios de personal. El Ejército fue reorganizado al gusto de los conspiradores que le habían entregado el trono. Las conjuras de los oficiales contrarios al golpe de 1903 (en 1903 y 1905), fracasaron.
Surgió un movimiento obrero y socialista, pero de escaso poder. Por la derecha, los partidarios de la dinastía derrocada en 1903 mantuvieron su oposición, pero infructuosamente. El republicanismo era también débil por la popularidad de la ideología nacionalista de la monarquía.
Precisamente una de las características de este nuevo periodo fue la intensificación del movimiento irredentista y yugoslavista que requirió la independencia económica del país del Imperio austrohúngaro, con lo que las relaciones con este empeoraron notablemente.

#### Política exterior
Con el cambio de dinastía se acentuó el alineamiento del país con Rusia, a la que el rey favorecía, y la oposición a la influencia y expansión austrohúngara y germana en la región. En general, tanto la población como las autoridades, tanto civiles como militares, preferían el acercamiento a Rusia y Bulgaria a la anterior posición favorable a Austria-Hungría. Si bien las estrechas relaciones con Rusia perduraron hasta el derrocamiento de los Romanov, no sucedió lo mismo con Bulgaria, pese a las semejanzas entre las dos naciones. El principal escollo en las relaciones entre los dos países balcánicos era el deseo de apoderarse de Macedonia.
El creciente nacionalismo y la disputa por el control de Bosnia y Herzegovina deterioraron las relaciones con Austria-Hungría.

##### Aislamiento y crisis
El comienzo del reinado de Pedro fue de crisis interna y externa. El país se hallaba aislado diplomáticamente por el asesinato de Alejandro I de Serbia, aunque paulatinamente el nuevo régimen fue reconocido por las diversas potencias, siendo el Reino Unido la última en retomar las relaciones diplomáticas, y solo después del retiro de los conspiradores más sobresalientes. El Imperio ruso, por el contrario, celebró el cambio de régimen, que le era claramente favorable, aunque al comienzo no muy abiertamente, para no incomodar a las demás potencias.
En el país las conspiraciones de los partidarios de los Obrenović se añadieron a las sucesivas crisis por los desmanes de los conspiradores de 1903, que interferían en los asuntos de gobierno y en los militares. A pesar de desaparecer de los puestos más visibles por presión de las potencias extranjeras, los conspiradores de 1903 siguieron siendo una fuerza política poderosa hasta 1917, cuando su organización secreta, la Mano Negra (fundada en 1911), fue desmantelada por el príncipe Alejandro.

##### Tensión con Austria-Hungría
La intensificación del nacionalismo serbio y del yugoslavismo llevó a conflictos con el vecino Imperio austrohúngaro. Hubo tensión por la permanente crisis en Macedonia, en la que Austria-Hungría respaldaba a búlgaros y albaneses frente a los elementos serbios. Más tarde tuvo lugar la guerra comercial conocida como «guerra de los Cerdos», debida al intento del Imperio austrohúngaro de recuperar el control político del país mediante el estrangulamiento de las exportaciones serbias, que controlaba casi completamente, y que llevó a la búsqueda de nuevos mercados para los productos serbios, con notable éxito. Serbia no logró, sin embargo, la independencia financiera: a Austria-Hungría simplemente la sustituyó Francia como prestamista y financiador del comercio y la industria serbia, en crecimiento. Los efectos para el Imperio fueron, sin embargo, serios: pasó de controlar el 90 % del comercio serbio a únicamente el 30 % y creció la hostilidad entre los dos países.
A partir de entonces se rompieron los lazos políticos, económicos y militares con el Imperio austrohúngaro y el país pasó a alinearse claramente con Rusia, mientras compraba sus armas a Francia.
Los intentos de acuerdo con el Reino de Grecia y el Reino de Bulgaria fracasaron, fundamentalmente por la rivalidad en Macedonia, en la que los tres Gobiernos estaban interesados. Tanto el Imperio austrohúngaro como el Imperio otomano trataron de atizar la rivalidad para evitar la formación de un bloque eslavo que les hubiese sido hostil y perjudicial políticamente. Serbia, como los demás rivales, participó indirectamente en las luchas guerrillero-terroristas que se libraron en Macedonia, en las que Austria-Hungría sostuvo a los albaneses. Los combates en Macedonia se intensificaron en 1906-1908 tras el fracaso de los intentos de acercamiento entre Serbia y Bulgaria. En 1905 Bulgaria y Serbia habían firmado un acuerdo comercial que debía ser un primer paso para la unión aduanera, pero la mejora de las relaciones duró poco. Las relaciones volvieron a su tensión anterior en 1907-1908, reduciéndose el comercio serbio que utilizaba los puertos búlgaros.
El acuerdo entre Montenegro y Serbia tampoco fructificó por las rivalidades territoriales entre los dos países, aunque Serbia para entonces se había convertido en el foco de la agitación yugoslavista, desplazando a Montenegro. El Gobierno de Montenegro sospechaba que los intelectuales montenegrinos críticos con el rey recibían apoyo serbio.

##### Bosnia y las guerras balcánicas

Cambios territoriales tras las guerras balcánicas. Macedonia fue repartida entre los vencedores.

La anexión de Bosnia por el Imperio austrohúngaro en 1908 supuso un duro golpe para Serbia, que vio definitivamente perdida la expansión en la provincia otomana. La falta de apoyo de las potencias para desafiar la medida austrohúngara obligó a aceptarla. Rusia, descontenta con el resultado de la crisis y la expansión austrohúngara, fomentó la creación de la Liga Balcánica y firmó un acuerdo con Italia en octubre de 1909 para coordinar su política en los Balcanes.

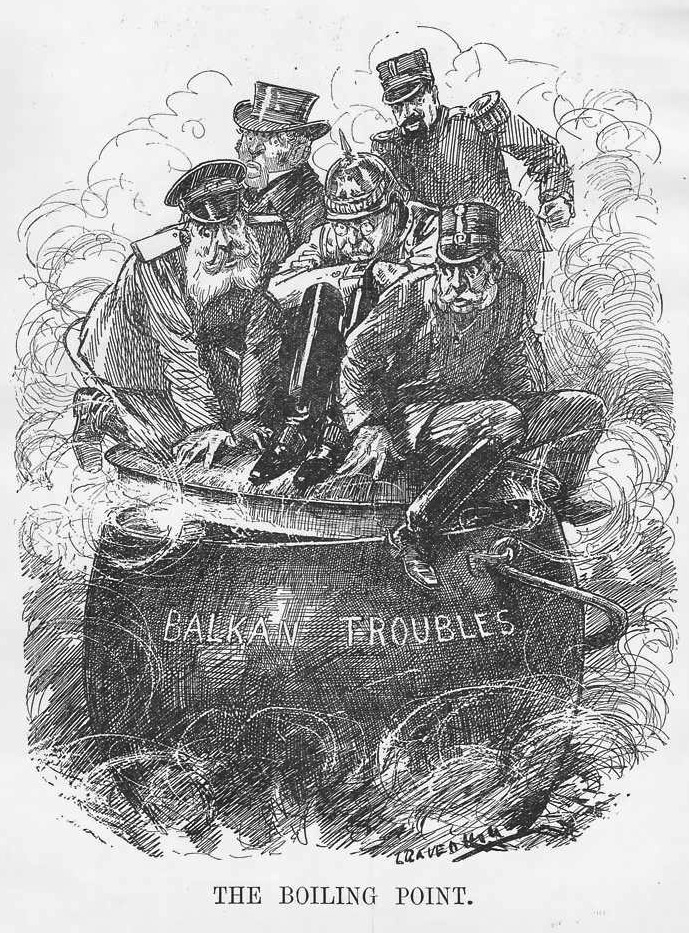
Caricatura de época: las potencias tratando de calmar las tensiones en los Balcanes. La progresiva decadencia del Imperio otomano y las ambiciones territoriales de los países vecinos llevaron a las guerras balcánicas en las que Serbia duplicó su territorio.

En 1911 la guerra ítalo-turca y la inestabilidad interna del Imperio otomano animaron a los coligados a esperar una pronta partición de Macedonia. Los objetivos de los aliados, sin embargo, diferían, prefiriendo los búlgaros una autonomía para el territorio, contando con una futura anexión, mientras que Serbia defendía la partición de la región. El 13 de marzo de 1912 se firmó un acuerdo serbo-búlgaro que en sus cláusulas secretas definía la partición de Macedonia. La nueva frontera, sin embargo, era extremadamente vaga y grandes zonas de Macedonia quedaron sin asignar a ninguno de las dos naciones, que se comprometían a acatar un arbitraje del zar ruso. Las máximas aspiraciones serbias comprendían un tercio de la región, quedando el resto a repartir entre Bulgaria y Grecia. La falta de claridad en el trazado de fronteras, sin embargo, llevó directamente al enfrentamiento de los aliados en la segunda guerra balcánica, tras la rápida derrota otomana en la primera.
La contención del avance austrohúngaro en los Balcanes, objetivo ruso de la Liga, quedó en segundo plano frente a los deseos expansionistas de los confederados a costa del Imperio otomano. Demasiado débil para afrontar una crisis internacional en los Balcanes, Rusia pactó con Austria-Hungría una declaración el 8 de octubre de 1912 en la que se advertía a los miembros de la Liga de la inutilidad de una guerra en la región, en balde. El mismo día Montenegro comenzó las hostilidades de acuerdo al plan trazado y con ello desencadenó la primera guerra de los Balcanes.
Las tropas serbias acudieron en ayuda de los búlgaros que asediaban Edirne mientras que, a la vez, avanzaban más allá de la línea acordada con Bulgaria en Macedonia y tomaban Ohrid, Bitola y Prilep. Serbia pretendía además lograr una salida al Adriático para evitar el cerco austrohúngaro, y avanzó hacia Dirraquio (de mayoría albanesa) y Escútari, junto con tropas montenegrinas. A comienzos de 1913, las potencias impusieron el fin de las hostilidades y la decisión austrohúngara e italiana de evitar la expansión serbia en el Adriático aseguró la formación de una Albania independiente. Serbia reclamó compensaciones en Macedonia, que fueron rechazadas por Bulgaria, que defendía la división original de territorios. Serbia logró el apoyo de Grecia, que deseaba la expulsión de Bulgaria de las cercanías de Salónica, y de los rusos, desencantados con la actitud de Bulgaria, que se inclinaba a la guerra. El 29 de junio de 1913, Bulgaria atacó a sus antiguos aliados, convencida de su superioridad militar, pero fue derrotada a finales de julio.
En virtud del Tratado de Bucarest del 10 de agosto de 1913, Serbia casi duplicó su territorio al obtener territorios macedonios previamente asignados a Bulgaria. Con la división del sanjacado de Novi Pazar con Montenegro obtuvo una frontera común con este. En total, amplió su superficie en 40 000 km². Los nuevos territorios, sin embargo, contaban con abundantes minorías: eslavos sin una filiación nacional clara, búlgaros, turcos y albaneses. En septiembre de 1913 y a consecuencia de la violencia de las tropas serbias y montenegrinas con la población albanesa de las tierras conquistadas —justificada como venganza por los desmanes pasados de esta—, estalló una rebelión, que fue sofocada. El ejército mantuvo el control de los nuevos territorios, lo que generó tensiones con las autoridades civiles y con la oposición política en el Parlamento belgradense; los mandos, en general favorables a la Mano Negra, impusieron la «serbización» de la población eslava. Pese a que el primer ministro Nikola Pašić retiró el polémico decreto que sometía a Macedonia a la autoridad civil y que había desencadenado el enojo de los militares de la Mano Negra en mayo de 1914, la rivalidad entre estos y el Gobierno persistió.

##### La guerra mundial
El asesinato de los herederos al trono austrohúngaro en Sarajevo fue perpetrado por el grupo revolucionario de la Joven Bosnia con la connivencia de elementos serbios el 28 de junio de 1914 y el posterior ultimátum austrohúngaro a Serbia llevó al país a la guerra, que se convirtió pronto en un conflicto mundial. El Gobierno serbio había aceptado casi todas las exigencias austrohúngaras, pero esto no bastó para evitar el enfrentamiento. El 28 de julio de 1914, Belgrado fue bombardeado desde la otra orilla del Sava y el Danubio.

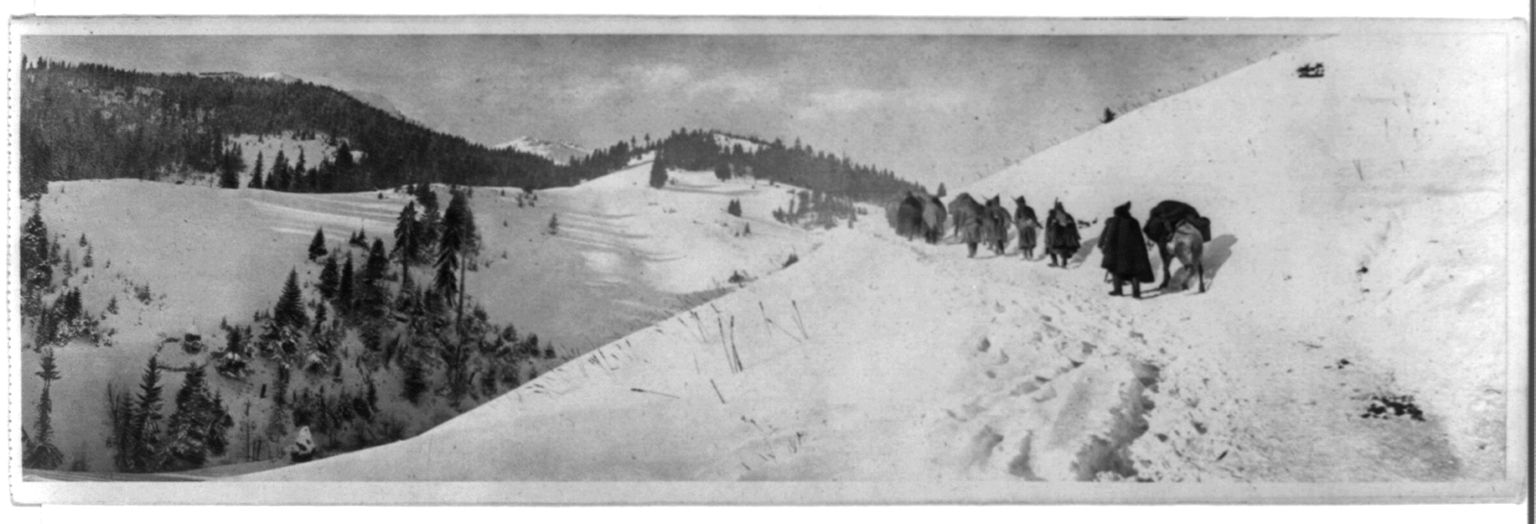
Retirada serbia a través de Kosovo en el invierno de 1915.

Serbia contaba con 4,5 millones de habitantes frente a los 50 millones del Imperio austrohúngaro y se esperaba que este la venciese rápidamente. Serbia movilizó a trescientos cincuenta mil hombres, pero no pudo impedir el cruce del Sava y el Drina por las tropas austrohúngaras. A mediados de agosto, sin embargo, en una batalla de cuatro días, el Ejército serbio venció, forzando la evacuación austrohúngara. Serbia atacó territorio austrohúngaro, pero en diciembre perdió Belgrado. El Ejército serbio sufría la escasez de material y abastos. A mediados de diciembre, sin embargo, una nueva pero costosa victoria serbia en el río Kolubara permitió la expulsión de los austrohúngaros y la recuperación de la capital. Serbia perdió, sin embargo, cien mil hombres en la batalla. Una enorme epidemia de tifus, además, se extendió por el país, afectando a civiles y militares y debilitando la defensa. Hacia el verano de 1915, Serbia había perdido otros ciento cincuenta mil hombres.

Serbia en 1913, tras las conquistas de las guerras balcánicas.

A la vez que se desarrollaban los combates, las partes buscaban nuevos aliados. Los Imperios Centrales lograron la alianza del Imperio otomano en noviembre de 1914, lo que debilitó la posición serbia. Serbia, con el Gobierno de Nikola Pašić, buscaba obtener Bosnia y una salida al Adriático, manteniendo una postura más panserbia que yugoslavista. Rusia, principal valedor del país, tampoco favorecía la unión de territorios eslavos. Los políticos eslavos exiliados de Austria-Hungría que se habían agrupado en el Comité Yugoslavo no contaban con el apoyo de Pašić. Italia, por su parte, reclamaba cesiones territoriales perjudiciales para los planes de los eslavos austrohúngaros y para los de Serbia, pero era vista cada vez más necesaria como aliada ante la grave situación militar de la Entente en la primavera de 1915. La firma del Tratado de Londres en la primavera de 1915 hizo que Italia entrase en la guerra, sin los resultados esperados, y que se complicase la posición de los serbios y los eslavos austrohúngaros: mientras estos suavizaban su postura frente a Pašić considerando a Serbia como imprescindible para frenar las ambiciones italianas, el primer ministro serbio trató secretamente de obtener la concesión de territorios ambicionados sin informar a sus supuestos aliados del Comité. Pašić y su Gobierno oscilaron durante la contienda entre una expansión menor, que incluyese los territorios poblados por habitantes de «idioma serbio» (el dialecto stokaviano del serbocroata), y la unión de los eslavos del sur (a excepción de los búlgaros), con preeminencia serbia, que había de desempeñar en la fundación del nuevo Estado un papel equivalente al Piamonte para el reino de Italia. Parte del Comité defendía, por el contrario, una estructura federalista entre croatas, serbios y eslovenos. En temas militares como la inclusión de prisioneros de guerra eslavo-austrohúngaros, se sucedieron los roces entre los que defendían las dos posturas.

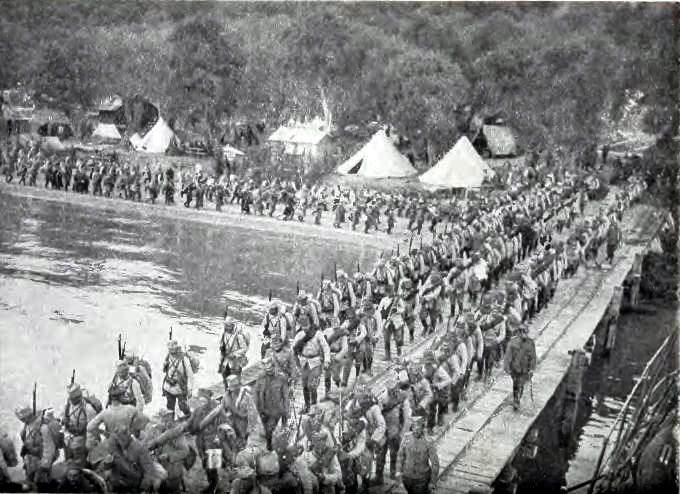
División serbia en Corfú tras la evacuación de la costa albanesa a comienzos de 1916.

Tras haber resistido el embate austrohúngaro en 1914, la entrada en guerra de Bulgaria el 15 de octubre de 1915 del lado de los Imperios Centrales hizo que el frente serbio se hundiese. A lo largo de octubre y noviembre, las ciudades serbias fueron cayendo en manos de sus enemigos una tras otra. En diciembre, con casi todo el país en manos de los ejércitos enemigos, el Ejército serbio comenzó una larga y durísima retirada de dos meses a través de Albania hacia la costa, desde donde los supervivientes fueron trasladados con ayuda franco-italiana a la isla de Corfú. En enero de 1916 Montenegro y Albania fueron ocupados por los austrohúngaros.
En 1916 el Ejército serbio evacuado desembarcó en Salónica junto con unidades rusas provenientes de Francia y otras italianas, pero la ofensiva en la que tomaron parte a continuación fue un fracaso; los Aliados fueron derrotados en dos ocasiones en agosto y parte de Grecia quedó ocupada por búlgaros y alemanes. A pesar del posterior desembarco de tropas británicas y francesas y de diversas batallas a finales de 1916 y en la primavera de 1917, el frente apenas cambió.
La Revolución de Febrero en Rusia tras la ocupación de Serbia por el enemigo debilitó la postura de Pašić, que hubo de mostrarse más conciliador. El resultado del acercamiento entre el Gobierno serbio y el Comité fue la Declaración de Corfú del 20 de julio de 1917 en la que ambas partes proclamaban su intención de formar un nuevo Estado yugoslavo. La ambigüedad de ciertos pasajes de la declaración, que se interpretaron de maneras diversas, dieron más adelante lugar a conflictos entre las diversas posturas que diferían en el modelo de Estado.
La situación solo cambió cuando, por un lado, las principales potencias aliadas acordaron abandonar el mantenimiento de la unidad territorial del Imperio austrohúngaro ante el fracaso de las negociaciones de paz con el emperador Carlos en la primavera de 1918 y, por otro, la ofensiva en el frente de Salónica, bajo mando francés, logró romper las líneas germano-búlgaras en el río Vardar a mediados de septiembre de 1918. Pocos días después, Bulgaria se rindió y firmó un armisticio el 30 de septiembre de 1918. El Ejército de Salónica, con divisiones serbias, avanzó hacia el país, recuperó rápidamente posiciones ante el repliegue de los restos de las fuerzas de los Imperios Centrales y alcanzó Belgrado el 1 de noviembre de 1918.

#### Política interna
Nada más llegar al país Pedro prometió respetar la Constitución; se implantó una versión retocada de la de 1888. Se restauró el gobierno constitucional y parlamentario. El nuevo sistema político no incluyó el sufragio universal masculino, pero sí rebajó el umbral de condiciones para poder votar e hizo de Serbia el tercer país europeo con mayor porcentaje de hombres con derecho al sufragio, tras Francia y Suiza. Aunque el rey respetó el poder político, los Gobiernos del periodo no fueron tan respetuosos con la legalidad, abusando en ocasiones de su poder e intimidando a la oposición política. Un factor de inestabilidad permanente, aunque de poder fluctuante, fueron los conspiradores de 1903, que interfirieron en ocasiones en las labores de gobierno y, especialmente, en asuntos militares, sobre todo hasta 1907. Inmediatamente después del golpe, se hicieron con los puestos clave en las Fuerzas Armadas, arrumbando a los oficiales que habían permanecido fieles a la dinastía derrocada. Los partidos tan pronto deploraban su poder como utilizaban su influencia en su beneficio. El soberano, carente de partidarios en el país tras un largo exilio, se apoyó en los conspiradores para afianzar la dinastía.
Los gabinetes del reinado de Pedro estuvieron controlados en su mayoría por las dos ramas del Partido Radical, el Radical propiamente dicho, y el Partido Radical Independiente, separadas oficiosamente desde 1901 y oficialmente en 1905. Las posturas en política internacional de los principales partidos era la misma y en política interior sus diferencias también eran baladíes. Los principales partidos eran, con mucho, los dos Radicales. En las primeras elecciones del reinado de Pedro, celebradas tras la coronación de 1904, obtuvieron en conjunto el 90 % de los escaños. La libertad política permitió, sin embargo, el surgimiento de otras formaciones, como el Partido Socialdemócrata, fundado en 1903, que tenía su base en la minúscula clase obrera industrial del país. El Partido Liberal seguía existiendo, aunque ya carente de todo poder. En la década que precedió al estallido de la Primera Guerra Mundial, cinco partidos dominaron la política nacional.
Los primeros Consejos de Ministros del reinado se concentraron en mejorar la situación económica y en lograr el restablecimiento de las relaciones diplomáticas, muy dañadas con la mayoría de los países por el golpe de 1903. La vecina Austria-Hungría, hostil al cambio de 1903, controlaba cuatro quintas partes del comercio serbio. El país, además, carecía de una burguesía que pudiese fomentar el desarrollo económico privado, y las clases medias serbias dependían del Estado.
Uno de los acontecimientos de política interna más relevantes del periodo fue la separación definitiva de los dos sectores del Partido Radical el 31 de octubre de 1904. A partir de entonces ambos partidos, el Radical y el Radical Independiente, pugnaron por hacerse con el gobierno, aunque el primero logró a partir de 1906 la preeminencia hasta el final de la Primera Guerra Mundial. Durante las graves crisis como la anexión austrohúngara de Bosnia en 1908 o la guerra mundial, se forjaron Gobiernos de coalición.
La larga «guerra del Cerdo», que acabó con la derrota austrohúngara al no poder someter nuevamente el país a su influencia, tuvo una importante consecuencia político-militar: los nuevos contratos de armamento se firmaron con Francia, que había procurado los préstamos que habían permitido a la nación balcánica capear la crisis comercial con el imperio.
Hasta la crisis de 1908, Radicales y Radicales Independientes disputaron principalmente sobre dos asuntos: la capacidad de un partido minoritario de convocar elecciones incluso con permiso real y la conveniencia de que la oposición utilizase tácticas dilatorias en el Parlamento. A partir de 1908 las sucesivas crisis internacionales hicieron que estos asuntos pasasen a un segundo plano. El revés en Bosnia acentuó además la intromisión de los militares de la Mano Negra en la política nacional y en las actividades oficiosas expansionistas en los «territorios irredentos». En 1911, los oficiales se organizaron por fin en la organización secreta por cuyo nombre se los conoce habitualmente.
El 24 de junio de 1914, en vísperas del inesperado estallido de la Primera Guerra Mundial, Pedro, enfermo, cedió el poder a su hijo Alejandro, que asumió el cargo de regente. El rey había tomado partido por la Mano Negra y los radicales independientes que, partidarios de mantener la Macedonia recién conquistada bajo autoridad militar, pretendieron que el monarca destituyese a Nikola Pašić; este conservó el puesto merced al decisivo respaldo que obtuvo del influyente embajador ruso. Frustrada la maniobra contra Pašić, el rey optó por ceder sus poderes a Alejandro.

### Formación de Yugoslavia
Austria-Hungría
     Cisleitania («Austria»)
     Transleitania (Hungría)
     Bosnia y Hercegovina
Otros
     Reino de Serbia
     Reino de Montenegro
     Bulgaria
SERBIA Países antes de 1914

ITALIA Países tras la Primera Guerra Mundial
                     Fronteras de posguerra
Tras la derrota de los Imperios Centrales en el otoño de 1918 el consejo nacional reunido en Zagreb, tras proclamarse independiente del Imperio austrohúngaro, trató de mantener la independencia del nuevo Estado de los Eslovenos, Croatas y Serbios. El avance del Ejército italiano sobre zonas que aquel consideraba propias y su incapacidad para formar unas fuerzas armadas independientes hicieron necesaria la petición de tropas a Serbia.
Tras la votación del consejo en noviembre se envió una delegación a Belgrado para la formación del nuevo Estado eslavo. El 1 de diciembre de 1918, en presencia del regente Alejandro, se proclamó la creación del Reino de los Serbios, Croatas y Eslovenos, que reunía territorios serbios, montenegrinos y austrohúngaros, desapareciendo a la vez el Reino de Serbia independiente.